# Vilayet di Trebisonda
Il vilayet di Trebisonda (in turco: Vilâyet-i Trabzon), fu un vilayet dell'Impero ottomano, nell'area dell'attuale Turchia.

## Storia
Ricreato come vilayet dall'antico eyalet di Trebisonda a seguito delle riforme del 1864, dopo la guerra russo-turca del 1877-1878 al suo interno venne creato il sanjak di Lazistan. Rize divenne il centro di questo distretto dopo la cessione di Batum, già capitale del sanjak, alla Russia.
Dopo l'entrata in vigore dell'art.89 della Costituzione turca del 1924, che prevedeva una generale riorganizzazione amministrativa mediante devoluzione dei superstiti governatorati generali ottomani e trasformazione di tutte le livâ o sangiaccati in vilâyet, il governatorato fu smembrato fra le nascenti province di Giresun, Gümüşhane, Ordu, Rize, Samsun e Trebisonda; brandelli più piccoli, in ispecie per ciò che riguardava i circondari più decentrati, furono inglobati nelle province a queste contermini.

## Geografia antropica

### Suddivisioni amministrative
I sanjak del vilayet di Trebisonda nel XIX secolo erano:
1. sanjak di Trebisonda
2. sanjak di Gumushkhane
3. sanjak di Lazistan (la capitale fu Batum dalle origini al 1878, poi Rize dal 1878)
4. sanjak di Canik (la sua capitale fu Samsun dopo il 1889)

## Composizione della popolazione
| Provenienza della popolazione residente (dati del 1914)) |         |
| Musulmani                                                | 921.128 |
| Greci                                                    | 161.524 |
| Armeni                                                   | 38.899  |